# Ululodes quadripunctatus
Ululodes quadripunctatus är en insektsart som först beskrevs av Hermann Burmeister 1839.  Ululodes quadripunctatus ingår i släktet Ululodes och familjen fjärilsländor. Inga underarter finns listade i Catalogue of Life.